# Ларамани

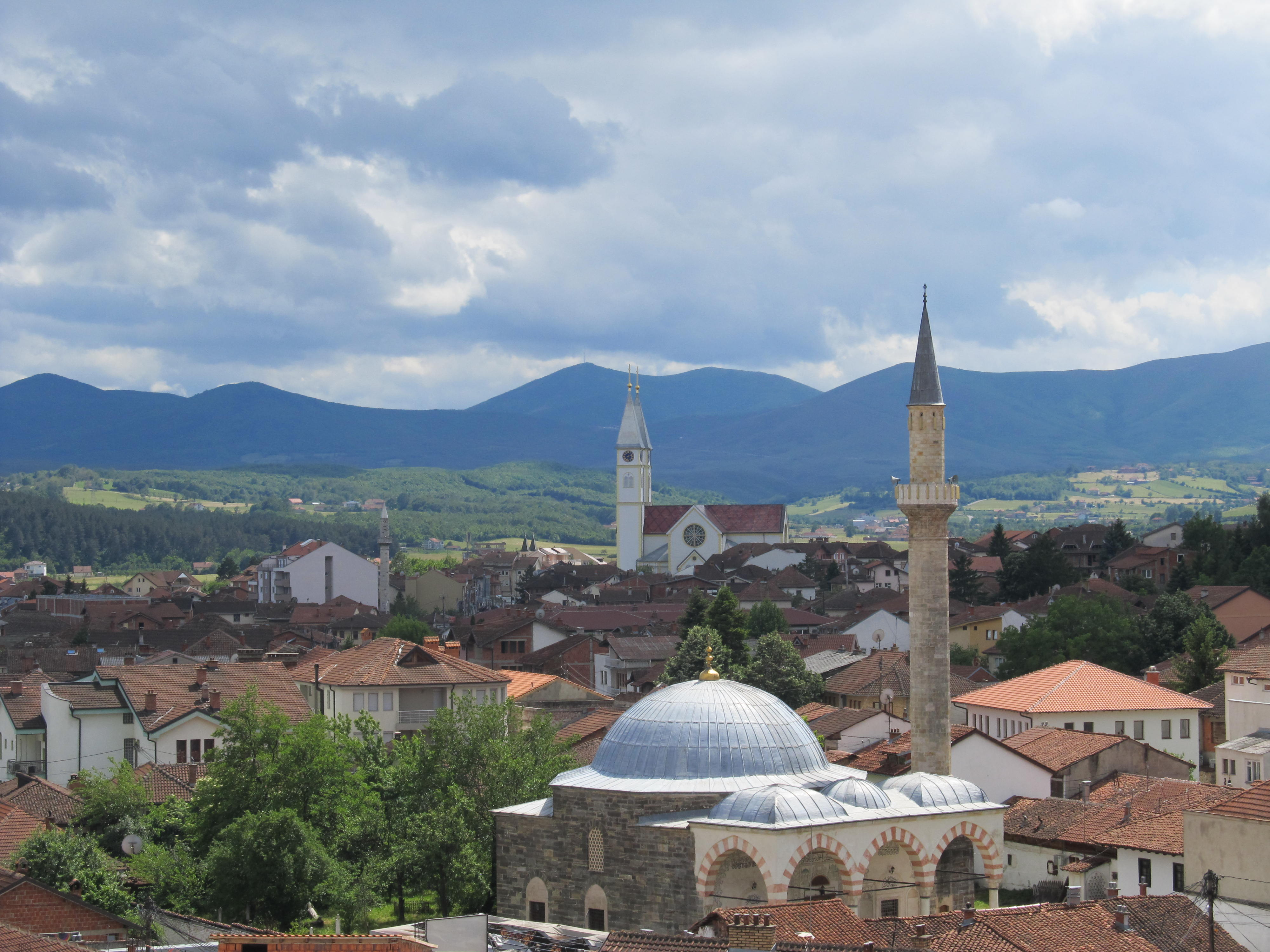
Церква і мечеть в Джакові, де проживало багато лараманів

Термін «лараман» албанською мовою стосується криптохристиян, які протягом османської ери офіційно дотримувалися ісламу, але в сім'ї продовжували сповідувати християнство. Воно походить від албанського прикметника i larmë, що означає «строкатий, дволикий», метафора «двовірний» (l'arë), посилання на лараманів, які дотримувалися обох релігій: християнства (таємно) та ісламу (номінально).
Це явище було широко поширене в середині та наприкінці османської ери як серед північних, так і південних албанців і виникло після половинчастого навернення в контексті антихристиянських переслідувань, щоб уникнути сплати подушних податків і отримати світові переваги, такі як державна робота. У той час як православна церква зазвичай терпіла крипто-християн серед своєї пастви, католицька політика варіювалася залежно від місця та часу: від того, щоб священики таємно подорожували до лараманських будинків, і категорично відмовляли будь-кому, хто називав себе мусульманином, у публічних таїнствах. Юридично в Османській державі з огляду на систему міллетів, згідно з якою громадяни різних конфесій існували в різних правових категоріях, ларамани вважалися мусульманами. Ларамани часто носили два імені, мусульманське та християнське, і дотримувалися поєднання християнських і мусульманських ритуалів.
З часом багато лараманських громад стали повністю мусульманськими. У ХІХ сторіччі різні лараманські спільноти, особливо крипто-католики в Косово, відкрито проголошували своє християнство та вимагали від Османської держави знову юридично визнати їх християнами. Хоча в деяких випадках це прохання було задоволено, ларамани Стублли зазнали переслідувань, коли вони відмовилися «навернутися» до ісламу, і були депортовані до Анатолії, поки під тиском Великих держав османська влада не дозволила їм повернутися. У деяких регіонах Косова та Центральної Албанії існували громади, які залишалися лараманськими у ХХ столітті, а в ХХІ столітті є деякі випадки в Косово, коли особи, які стверджували про лараманське походження, офіційно приєдналися (або «повернулися до») католицької громади.
Сьогодні феномен лараманів залишається не до кінця вивченим. У той час як деякі експерти, а також деякі церковні чиновники вважають, що ларамани залишаються цілком християнами за вірою, але сповідують іслам через необхідність, а інші вказують на практичні міркування, що лежать в основі цього явища. Деякі відзначали існування людей, які однаково вірили як у християнство, так і в іслам. Лараманська спадщина стала символом у Косово сприйняття «західної» ідентичності, незважаючи на інтеграцію до «східної» османської системи.

## Історія

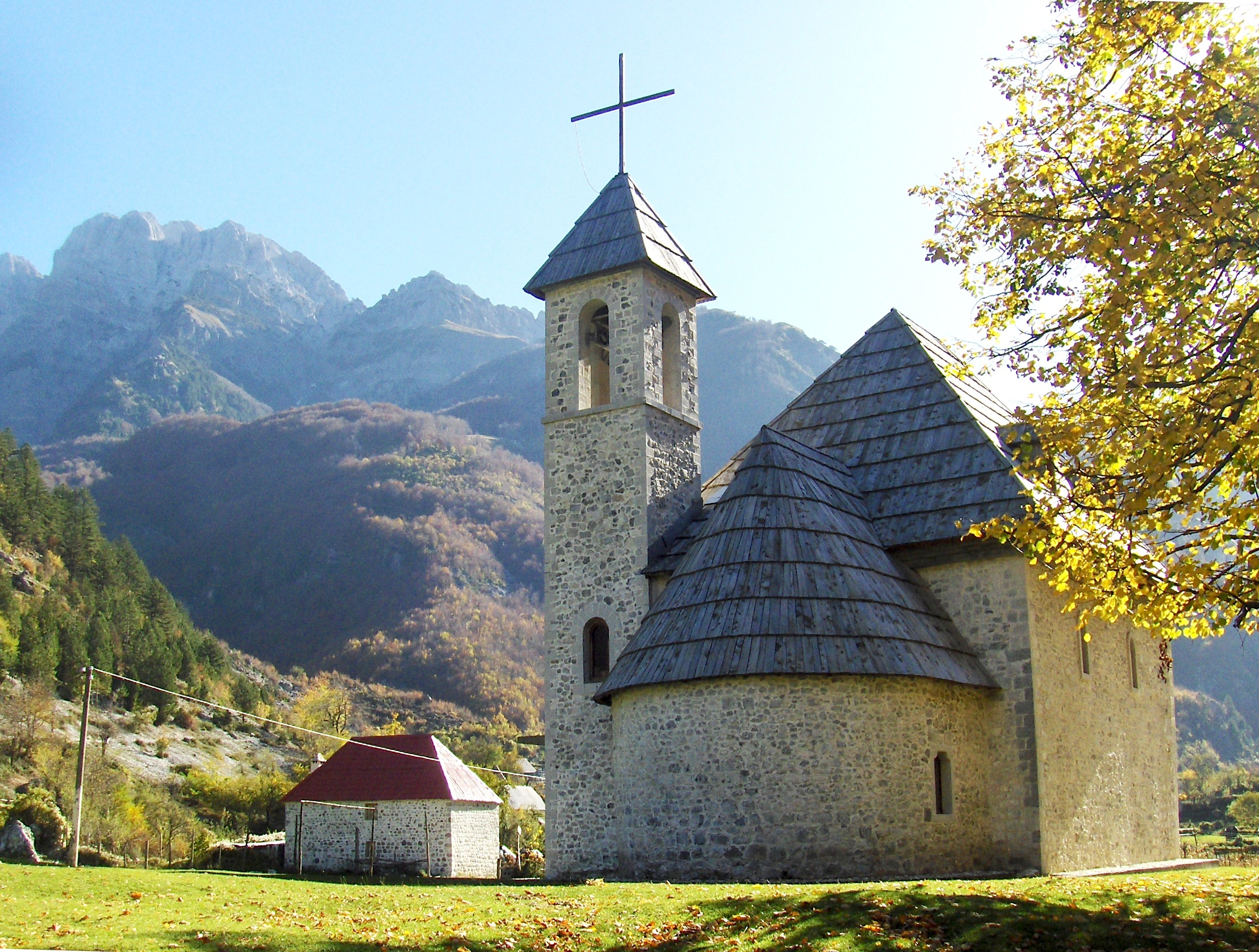
Горська церква в Теті, місті, заснованому католиками, щоб під час тиску зберегти свою віру

Щоб забезпечити лояльність бунтівного албанського населення у 1600-х роках османи організували узгоджену кампанію ісламізації, яка зазвичай не застосовувалася в інших країнах Балкан. Хоча були певні випадки насильницького примусового навернення, зазвичай це досягалося за допомогою економічних стимулів — зокрема, для християн було різко збільшено подушний податок. Тоді як податок, що стягувався з албанських християн у 1500-х роках, становив близько 45 акчей, у середині 1600-х років він становив 780 акчей.
Наверненню в іслам також сприяв жахливий стан католицької церкви того періоду, яка часто була укомплектована неписьменними священиками. Якщо в першому десятилітті XVII століття Центральна і Північна Албанія залишалася твердо католицькою (за звітами Ватикану, у Північній Албанії мусульман було не більше 10 %), до середини XVII століття 30–50 % Північної Албанії прийняли іслам, а до 1634 року більша частина Косово також прийняла іслам. За невдалою змовою Венеції 1645 року з метою захопити Шкодер за допомогою місцевих католиків настала хвиля антикатолицьких переслідувань, яка призвела до посилення навернення, а також втечі албанського населення до контрольованої Венецією Далмації. Після того, як 1649 року османська армія придушила ще одне провенеційське повстання, послідувала нова хвиля переслідувань і відступництва, і католицькі місіонери були змушені покинути Албанію.

### Криптокатолицизм
Під час цього швидкого зменшення католицького населення Албанії через навернення в іслам виник крипто-католицизм. Перші конкретні докази криптохристиянства серед албанців датуються 1610 роком, хоча воно, безперечно, існувало й до цього. Це явище було засвідчено Маріно Біцці, католицьким архієпископом Антіварі, який мав юрисдикцію над Албанією. Він подорожував до села під назвою Калевач поблизу Дурреса і повідомив, що шістнадцять будинків села були «мусульманськими», але, незважаючи на це, був священик, оскільки всі дружини мусульман були християнами. До Бізі звернувся чоловік, який сповідував іслам, але сказав йому, що в своєму серці він все ще дотримується християнської віри і хоче жити і померти в ній. Бізі зазначив, що це був один із багатьох подібних випадків, і на османських територіях це було насамперед поширене в Албанії, де цілі села відступали від віри, щоб уникнути сплати подушного податку.
Малькольм звертає увагу на один ранній звіт 1637 року від Фра Керубіно, який працював у складі францисканської місії, в якому зазначено, що сім'я, де сповідували католицизм, іслам і православне християнство, і що клан (fis) та інші сімейні стосунки були важливішими для суспільства, ніж релігійні відмінності, з різними кланами, включаючи Краснічі, Тачі та Беріша. У 1930-х і 1940-х роках у Косово продовжувала існувати значна кількість албанських домогосподарств змішаних католицьких і мусульманських віросповідань; у святкові дні католики традиційно утримувалися від споживання свинини чи вина з поваги до своїх братів-мусульман, але обидві спільноти пили ракію.

#### Католицька політика
Скенді зазначає, що деякий час питання про те, чи слід уділяти таїнства лараманам, викликало «гостру полеміку» всередині церковної ієрархії. Він зазначає, що деякий час послідовні архієпископи Скоп'є вважали, що священикам слід дозволити уділяти таїнства лараманам і надавати їм «усю необхідну допомогу».

##### Kuvendi i Arbënit

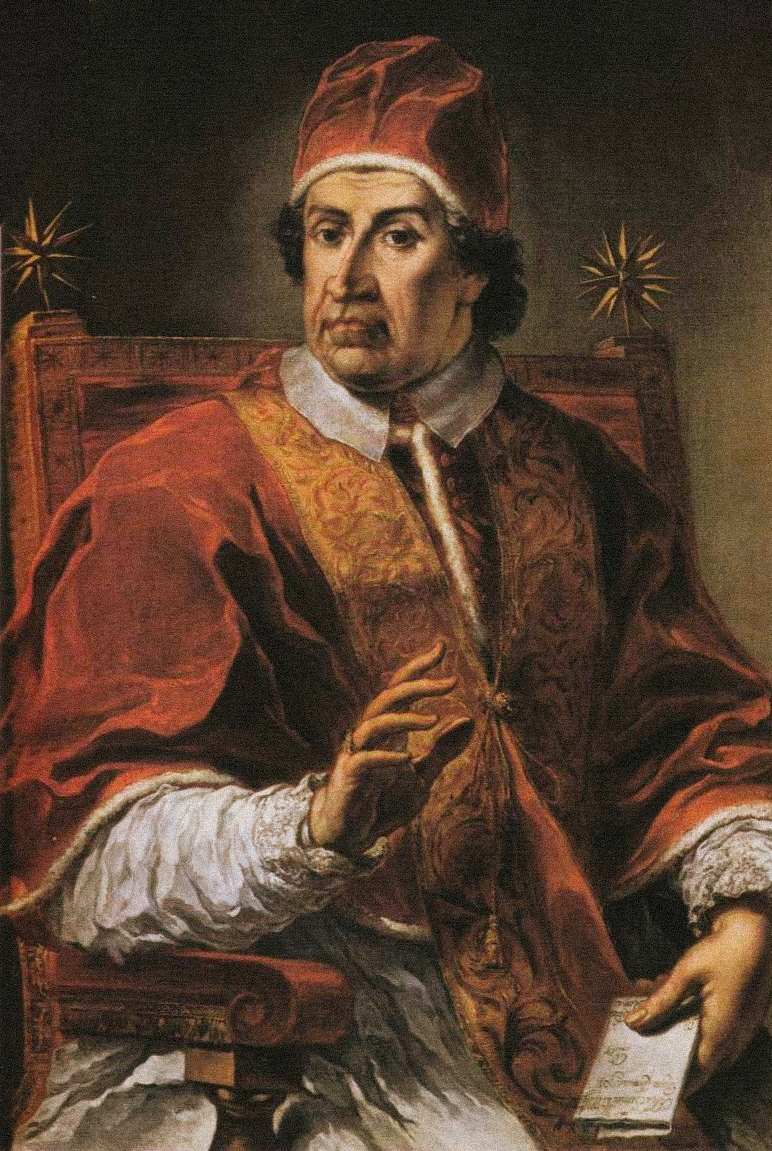
Папа Климент XI був Папою Римським з 1700 по 1721 рік. Він народився у знатній родині Албані італійського та албанського походження. Щоб зупинити хвилю навернення до ісламу та східного православ'я, він скликав Kuvendi i Arbënit.

У 1700 році папство перейшло до папи Климента XI, який мав албано-італійське походження та був дуже зацікавлений у добробуті своїх католицьких албанських родичів. Він стане відомим тим, що написав Illyricum sacrum. Побоюючись, що невдовзі на батьківщині його албанських предків більше не залишиться християн, у 1703 році він скликав Албанську раду (Kuvendi i Arbënit), щоб знайти способи запобігти подальшому відступництву в Албанії та зберегти існування католицизму в країні. Церковна рада провінції зібралася 1703 року в місті Лежа на півночі Албанії, щоб покласти край суперечці про таїнства лараманів. Рада, або Кувенд («з'їзд»), як його стали називати албанською мовою, наказала, що ті, хто зовні вважав себе мусульманами, але особисто були християнами, особливо ті, хто публічно їв м'ясо в дні посту і носив явно мусульманські імена, повинні були публічно відректися ісламу і проголосити своє християнство, інакше їм буде заборонено приймати таїнства.

##### Бенедикт XIV

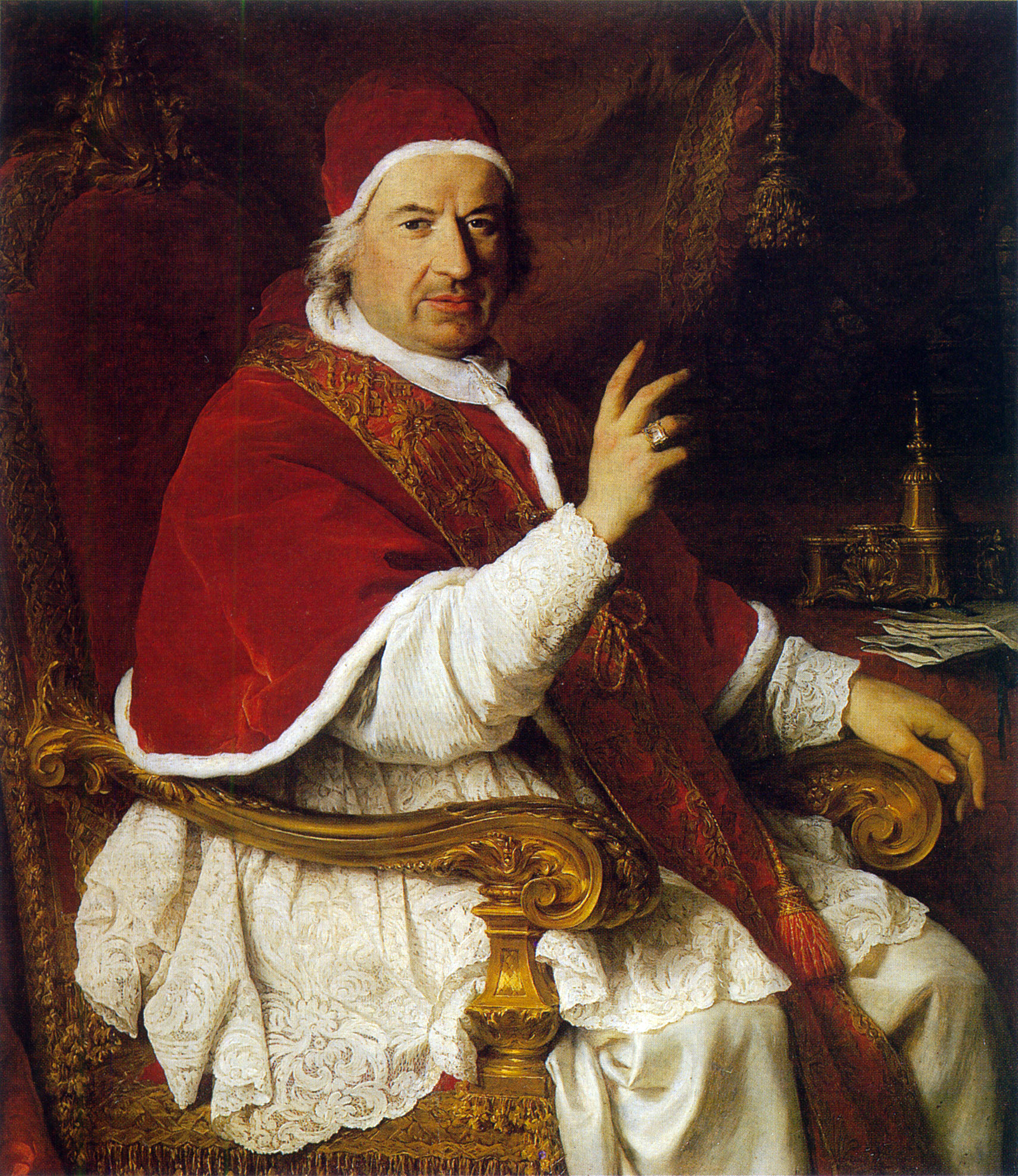
Папа Римський Бенедикт XIV видав декрет про те, що таїнства мають бути обмежені католиками, які публічно оголосили про свою віру, але його указ, можливо, мав ненавмисний ефект перетворення багатьох крипто-католиків на справжніх мусульман

У 1743 році апостольський візитатор Ніколіч доповів Папі Бенедикту XIV про ситуацію в «сербській церкві», яка, за словами Скенді, була територією єпархії Прізрена та Скоп'є і «в різні способи пов'язана з власне Албанією», особливо тому, що населення було в «основному албанці і перебували під юрисдикцією Антіварі». Ніколіч зазначив, що в «Сербії та Албанії» були тисячі «таємних католиків», і хоча провінційні синоди та Propaganda Fide погодилися, що такі католики могли не причащатися до таїнств, єпископи та місіонери все ще дозволяли їм це робити. Ніколіч побоювався, що ситуація, яка склалася, врешті-решт поверне їх «серцем і душею» до ісламу, і попросив Папу видати наказ «chiaro e chiarissimo», щоб таким християнам не дозволялося приступати до таїнств. Бенедикт XIV зробив саме це 2 лютого 1744 року. Проте, декрет Папи дозволяв священикам хрестити дітей криптохристиян, особливо коли вони перебували при смерті.
Скенді зазначає, що указ Бенедикта XIV не приніс запланованих наслідків. Далеко від того, щоб повернутися до християнства, крипто-християни розлютилися і стали запеклими противниками тих, хто все ще був публічно католиком, «кого вони переслідували більше, ніж самі мусульмани».

#### Західна Македонія
У 1568 році була видана фетва, яка передбачала суворі покарання для тих, хто зовнішньо сповідував іслам, але таємно продовжував бути християнами.

#### Сухарека
У 1650 році Грегоріус Массарекіус (Грегор Мазрреку) з католицької місії в районі Прізрена повідомив, що всі 160 християнських будинків Сухареки стали мусульманами, тоді як близько 36-37 жінок залишилися християнками, а місцеві жителі сказали йому, що «в наших серцях ми є християнами; ми лише змінили імена [тобто взяли мусульманські імена], щоб не платити податки, встановлені турками». Місцеві жителі сказали Масарекію, що хочуть, щоб він таємно приходив до них на сповідь і причастя. Повідомляється, що ісламізовані католики одружувалися лише з дівчатами-християнками, бо не хотіли, щоб «християнська назва» зникла з їхніх будинків.

#### Велика турецька війна

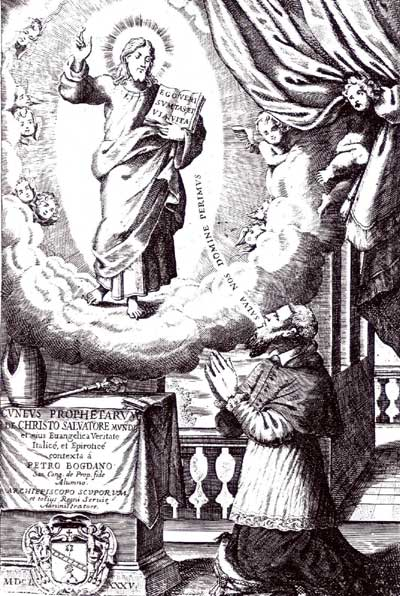
Зображений П'єр Богдані був католицьким албанським інтелектуалом, який очолював злощасне проавстрійське албанське повстання наприкінці XVII століття, після якого відбулася широкомасштабна депортація та примусове навернення, побічним ефектом якого стало зростання кількості лараманів.

Під час Великої австро-турецької війни лідери албанських католиків П'єр Богдані та Тома Распасані залучили косовських албанських католиків і мусульман до проавстрійської справи, і вони допомогли венеціанському генералу Даніеле Дельфіно. Після відступу австрійської та венеціанської армій послідували жорстокі репресії. Велика кількість католиків втекла на північ, де навколо Будапешта багато з них «померли, одні від голоду, інші від хвороб». Після втечі сербів 1690 року паша Іпека (албанська Пея, сербська Печ) змусив католицьких албанців на півночі переселитися на нещодавно знелюднені рівнини Південної Сербії та змусив їх прийняти іслам.

#### Вітіна

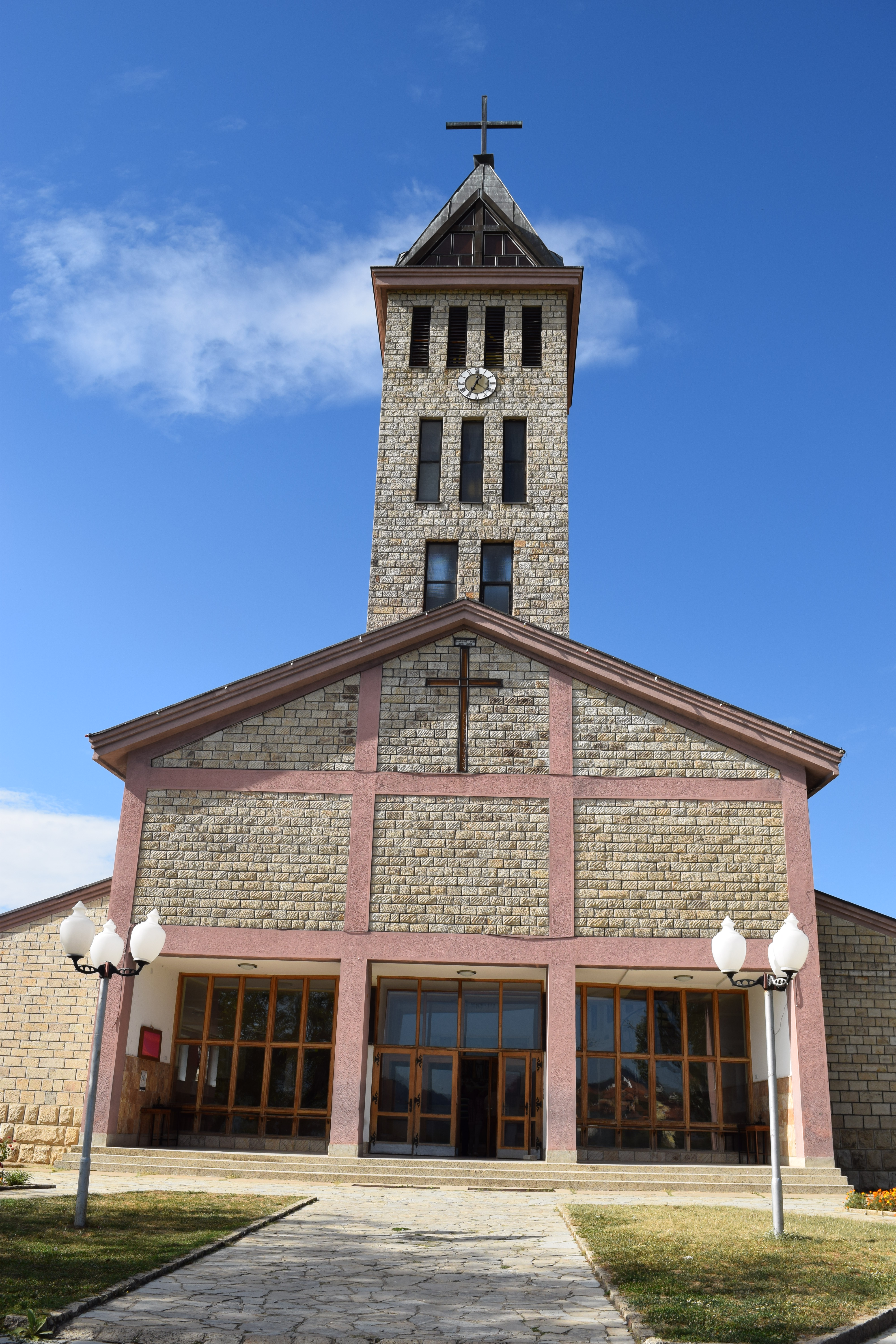
Римо-католицький костел у Стублі.

Етнічна албанська крипто-католицька громада лараманів існувала в Османській епосі на півдні Косова, населяючи історичну парафію Летніца з центром у Стубллі (муніципалітет Вітіна). Спільнота походить від римо-католицьких албанських мігрантів з гірських районів Північної Албанії, які оселилися в Косово на початку XVIII століття, які прийняли іслам, щоб забезпечити верховне становище щодо місцевих сербів. За словами албанських католицьких священиків та церковних істориків, вони були лише номінальними мусульманами, навернувшись, щоб уникнути репресій або сплати християнських податків (джизія тощо).
Зусилля повернути громаду назад до католицизму почалися в 1837 році; однак спроба була жорстоко придушена — місцевий османський губернатор посадив лараманів у в'язницю. Після того, як 1845 року великий візир Османської імперії визнав католиками крипто-католиків у Прізрені, Пежі та Джакові, двадцять п'ять лараманів із парафії Летніца вирушили до Гнілане (який був столицею округу), щоб переконати губернатора та суддю шаріатського суду визнавати їх католиками; губернатор відмовився і намагався переконати їх передумати. Коли вони сказали, що вони насправді католики, він ув'язнив їх у Скоп'є та Константинополі.
Через кілька місяців вони повернулися з офіційним ферманом про визнання їх католиками, але натомість їх знову ув'язнили. Оскільки мусульманська еліта в Косово побоювалася, що їхній перехід до католицизму може мати ефект доміно, як стримуючий фактор, їх було депортовано взимку та навесні 1845 та 1846 років до Анатолії, де багато з них загинули.
Їх повернули додому в листопаді 1848 року після дипломатичного втручання Великих держав. У 1856 році реформи Танзімату покращили ситуацію, і жодних подальших серйозних зловживань не надходило. Основна частина повернення лараманів до відкритого католицизму відбулася між 1872 і 1924 роками. Словенський єпископ Іван Франьо Гнідовець (єпископ Скоп'є 1924—1939) вклав енергію в цю територію і побудував церкву в Дунаві, крипто-католицькому центрі в Карадазі; крім того, місцеві католики намагалися допомогти решті лараманів у їх офіційному наверненні до католицизму. Труднощі виникли через спротив як місцевих мусульман, так і югославської влади.
Сьогодні є католицькі нащадки тих лараманів, які пережили епізод в Анатолії, що живуть у Стубллі та навколо неї. Багатьох із них можна впізнати за ісламськими прізвищами. Як частина лараманської спадщини, серед інших «мусульманських» звичок, албанці-католики в Стубллі досі носять дімідже, шаровари, які зазвичай носять лише мусульманські жінки.

#### Метохія/Дукаджін
У пізній османський період у місті Іпек (сучасний Пейє / Печ) жили криптохристияни католицької віри.
У середині XVIII століття крипто-католики були широко поширені, особливо навколо Печі, Джакови та Прізрена. Кілька крипто-католиків у Печі, Джакові та Прізрені отримали офіційне визнання католиками в 1845 році Великим візиром Османської імперії.
Регіон Тропоя спочатку був католицьким і крипто-католицьким до Османської конверсії, де й сьогодні в історичному регіоні Малесія і Гякова є велика кількість католиків.

### Крипто-православ'я
Наприкінці XVII та XVIII століть, особливо після численних повстань, у тому числі під час Великої турецької війни та подальших зіткнень з православною Росією, османські правителі також доклали спільних зусиль, щоб навернути православних албанців Південної та Центральної Албанії (а також сусідніх регіонів Греції та Македонія). Як і на Півночі, навернення було досягнуто за допомогою різноманітних насильницьких, примусових і непримусових засобів, але головним чинником були підвищені податки.

#### Сулова
Криптоправослав'я існувало в Драготі та навколо нього в Сулові (в районі Ельбасан) до початку XVIII століття, після чого жителі стали мусульманами як на практиці, так і за назвою. Саме село Драготь повністю прийняло іслам на початку XVIII століття.

#### Тропоя
У Тропої криптохристиянське населення, яке не було католицьким, а православним, існувало до кінця XVIII століття. Велика католицька меншина залишається в Тропої й сьогодні.

#### Шпати
У регіоні Шпати в районі Ельбасан існувало і вижилокрипто-православ'я. Присутність криптохристиян можна виявити за розбіжністю між статистикою Османського уряду та Патріархату: Патріархат нарахував тридцять вісім християнських сіл і п'ять мусульманських сіл, але Османи нарахували двадцять мусульманських сіл. Крипто-православні люди часто називалися двома іменами, як це було з албанським патріотом-криптохристиянином Шпатараком Йосифом Кося (православне ім'я), також відомим як Ісуф Кося (мусульманське ім'я). Останні сліди криптохристиянства були помічені після Першої світової війни та зникли під час Другої світової війни.

#### Чамерія
Процес ісламізації чамів (населення Чамерії) почався в XVI столітті, але найбільшого розмаху він набув лише в XVIII-ХІХ століттях. За переписом населення (дефтер) 1538 року, населення регіону було майже повністю православним, і лише меншість, приблизно менше 5 %, прийняла іслам. Основним поштовхом для початку масового навернення в регіоні були драконівські заходи, вжиті османами після двох невдалих місцевих повстань, в яких брали участь як християни, так і мусульманська (на той час) меншість. Слідом за ними османські паші потроїли податки з немусульманського населення, оскільки вважали православний елемент постійною загрозою. Іншою причиною навернення була відсутність літургійних церемоній. Перша хвиля навернення почалася у XVIII столітті серед бідних селян. Війни XVIIIта початку ХІХ століть між Росією та Османською імперією негативно вплинули на регіон. Збільшення навернень слідувало, часто вимушено. Протягом усього XVIII століття мусульмани все ще становили меншість серед албанського населення регіону і стали більшістю лише в другій половині XIX століття. Оцінки, засновані на дефтері 1875 року, показують, що мусульманські чами за чисельністю перевершили православні.
У ряді випадків, однак, лише одна особа, як правило, найстарший член сім'ї чоловічої статі, приймав іслам, щоб не платити податки, тоді як усі інші члени залишалися християнами. У результаті історики стверджують, що албанці чам були або християнами, або криптохристиянами ще в першій половині ХІХ століття. Проте протягом другої половини більшість чамів повністю ісламізувалися, а криптохристиянство припинило своє існування.

## Звіти про сучасних Лараманів

### Стублла і Карадак
Ларамани продовжували жити у гірській глибинці (Карадак, також відомий як Скопська Чорна Гора) навколо Штубелла, в муніципалітеті Вітіна Косова. У цій місцевості, як зазначає Дуйзінгс, у «віддалених і майже безлюдних селах» досі є ларамани. Вони вирішили не повертатися відкрито до католицизму в цій місцевості через традиційні шлюбні зв'язки з мусульманськими кланами. Більшість лараманів, які спочатку жили в цих віддалених районах, зрештою переселилися на рівнини і стали або цілком католиками, або повністю мусульманами, частіше вибираючи домінуючу релігію місця, куди вони переїхали.

### «Повернення» ХХІ століття

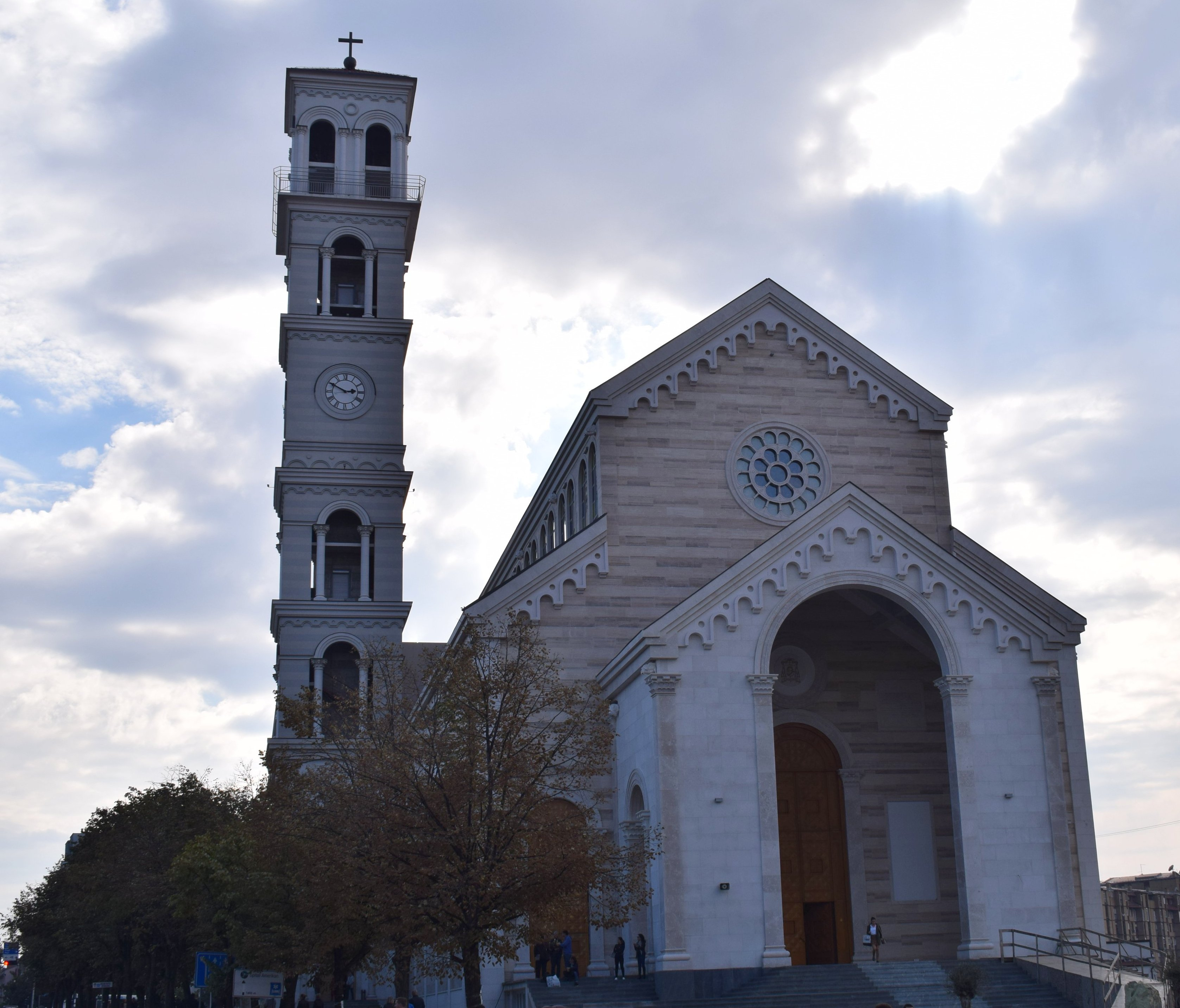
Новий собор Матері Терези в Приштині

Були повідомлення про те, що албанці в Кліні та прилеглих регіонах, а також у Ругові та Дрениці та південному Косово прийняли католицтво та стверджували лараманську спадщину, в якій католицька віра підтримувалася та передавалася матерями, дочок і сестер, і Рамадан святкувався разом з Різдвом і Великоднем. Місто Кравосеріє отримало нову церкву, побудовану в 2005 році, і є центром, де живе багато тих, хто «повернувся». Мусульманська громада протестувала проти пропозицій побудувати нову церкву в Лапушнику, в регіоні Дреніца, для служіння поверненим. Станом на 2008 рік у Клині також будувалась нова церква для служіння «поверненим» (які не називають себе «поверненими», стверджуючи, що мали католицьку спадщину, яку просто приховували). Місцевий католицький священнослужитель дон Шан Зефі каже, що католицька церква не шукає новонавернених, але замість цього з ним контактують косовські албанці, і він стверджував у 2008 році, що є «десятки сіл», які прагнуть повернутись.
Дискурс щодо цієї тенденції був неоднозначним. Навернені часто посилаються на лараманську спадщину або, принаймні, на родовий зв'язок із католицизмом, як і деякі албанські вчені та священнослужителі, що займаються цією темою, наприклад Дон Шан Зефі та отець Луш Ґєрджі. Альбертіні зазначає, що повернені також зазначали, що «західні країни не люблять мусульман», водночас від Заходу вони шукали підтримки та захисту. Альбертіні стверджує, що «крипто-католицький» шлях є частково «вигаданою традицією» — добре для виправдання потреби «хрещення ідентичності» більше, ніж «хрещення в культурі», водночас відзначаючи роль ефективності «соціально-гуманітарної католицької машини». Наїм Тернава, голова ісламської громади Косова, виступає проти нових церков, а також нового собору в Приштині. Історик Ях'я Дранколлі пояснює це явище поєднанням бажання повернутися до своїх коренів, а також бажанням продемонструвати «євроатлантичну» орієнтацію.

## Сучасний дискурс
Низка наукових праць, обговорюючи лараманів, в основному підтверджувала наратив, який підтримували ларамани та священство, про те, що в Косово існувала «безперервність» криптокатолицької практики в Косово, в якій громади лараманів симулювали мусульманську ідентичність, зберігаючи вдома незіпсовану католицьку ідентичність: не ходили до мечеті, не відвідували церкву, запрошували священиків додому, святкували важливі християнські свята та хрестили своїх дітей. Лараманізм, у цьому сенсі, був відповіддю на османські переслідування християн і тиск з метою переходу в іслам. Тим часом Дуйзінгс підозрює, що криптохристиянська традиція є частково «перевинайденою» ідентичністю. Він підозрює, що лараманізм став «застарілим» у Карадазі (Летниця) через відсутність в цьому районі священиків і церков на початку ХІХ століття, і дивується, наскільки католицькими були жителі Стублли до їх «мучеництва». Він припускає, що для багатьох із них проголошення католицизму було більше пов'язане з уникненням військової служби, а «криптохристиянська» практика стала більш прийнятною після того, як католицька церква відновила стабільну присутність у регіоні наприкінці ХІХ століття. Тим часом Скенді зазначає, що «існує можлива плутанина між крипто-християнством і недосконалим мусульманським наверненням, у якому навернені зберігають принаймні сліди своєї попередньої релігії», звертаючи увагу на попередні зауваження Р. М. Докінза в аналогічних випадках щодо валлахадів Греції, у яких існувала «змішана релігія… немає доказів того, що вони не вірили однаково в обидві складові».
Малькольм, ймовірно, відзначає окремий феномен релігійного амфібіалізму, який особливо заслуговує на увагу в Косово, де сім'ї зі змішаними релігійними приналежностями сповідували обидві релігії. Такі ситуації часто виникали через навернення одного члена сім'ї, але не інших, або через міжконфесійні шлюби. Проте, такі випадки часто породжували ситуативне криптохристиянство, коли католицькі члени сім'ї часто мали як католицькі, так і мусульманські імена, і використовували свої глибокі знання ісламу, щоб прикидатися мусульманами, коли вони були далеко від дому, щоб отримати вигоду з вищого соціального становища і привілеї, надані мусульманам в османській системі. Така практика була особливо поширена у Великому нагір'ї. Малькольм також відзначає випадки, коли родини криптохристиян у Косово фактично стали двоконфесійними, щиро сповідуючи обидві віри.
Деякі вчені пояснюють поширення суфійського ордена Бекташі серед албанців частково тим, що він дозволив собі бути засобом вираження крипто-християнських вірувань і ритуалів. Бекташизм — це мусульманський пантеїстичний орден дервішів (тарикат), який, як вважають, виник у ХІІІ столітті в прикордонному регіоні Анатолії, де співіснували християнство, іслам і язичництво, дозволяючи включати порівняльні язичницькі та місцеві немусульманські вірування в народний іслам, який полегшив процес навернення до нових мусульман. Це був офіційний орден османських військ яничар, які, здається, запровадили його в Албанії, де він став сектою для місцевого населення та поширився як ніде на Балканах. Вважається, що значне поширення бекташизму в південній Албанії відбулося на початку ХІХ століття під впливом Алі-паші Тепелени, який правив регіоном, де співіснували християни та мусульмани.
Ґер Дуйзінгс відзначає використання лараманів, особливо «мучеників Стублли» в албанському націоналізмі для посилення почуття непокори та почуття «захисту Албанії» під турецькою окупацією. У сучасні часи косовські албанці виявляли інтерес до албанського християнського походження та спадщини, зокрема спадщини лараманів, яка рекрутується, щоб представити албанців як європейців, незважаючи на те, що вони мусульмани.

### Цитування
1. 1 2 3 4  Duijzings, 2000, с. 89.
2. ↑  Bellé, 1972, с. 14.
3. ↑  Skendi, 1967, с. 235.
4. ↑  Young, Antonia (2005), Shala Valley Project – Ethnographic Report, архів оригіналу за 10 жовтня 2006
5. ↑  Bieber, 2010, с. 15—19.
6. ↑  Marmullaku, 1975, с. 16.
7. ↑  Jelavich1983, с. 80—81.
8. 1 2  Zhelyazkova, 2000, с. 22.
9. ↑  Elsie, 2010, с. 74—75.
10. ↑  Zhelyazkova, 2000, с. 21.
11. ↑  Elsie, 2010, с. 201—202.
12. 1 2 3 4  Skendi, 1967, с. 235—236.
13. 1 2 3 4 5 6 7 8 9  Skendi, 1967, с. 237.
14. 1 2 3  Malcolm, 2020, с. 56—57.
15. 1 2  Malcolm, 2020, с. 57.
16. ↑  Martucci, 2010, с. 154.
17. ↑  Elsie, 2010, с. 7.
18. 1 2 3 4 5  Skendi, 1967, с. 238.
19. ↑  Cordignano, 1943, с. 248.
20. ↑  Radonić, 1950, с. 570—571.
21. ↑  Radonić, 1950, с. 642, 646—47, 655.
22. ↑  Matkovski, 1973, с. 230—231.
23. 1 2  Malcolm, 1998, с. 162.
24. ↑  Pahumi, 2007, с. 18.
25. 1 2  Duijzings, 2000, с. 91.
26. ↑  Duijzings, 2000, с. 92.
27. 1 2  Duijzings, 2000, с. 89—90.
28. ↑  Duijzings, 2000, с. 90.
29. ↑  Duijzings, 2000, с. 93.
30. ↑  Duijzings, 2000, с. 96.
31. ↑  Duijzings, 2000, с. 97—99.
32. ↑  Sopi, 1972, с. 182—183.
33. 1 2 3 4  Duijzings, 2000, с. 40.
34. ↑  Duijzings, 2000, с. 42.
35. ↑  Gawrych, 2006, с. 34.
36. ↑  Skendi, 1967, с. 240.
37. ↑  Gjini, 1986, с. 145—146.
38. 1 2 3 4 5  Isufi, 2004, с. 17—32.
39. ↑  Schmitt, 2010, с. 8—11.
40. 1 2 3  Giakoumis, 2010, с. 85—86.
41. 1 2  Çarçani, 2007
42. 1 2  Çarçani, 2007
43. 1 2  Çarçani, 2007.
44. 1 2 3 4 5 6 7  Fatos Bytyci (28 вересня 2008). Out of hiding, some Kosovars embrace Christianity. Reuters. Процитовано 5 квітня 2020.
45. ↑  Kosovo: the reawakening of "dormant" Catholics. Oasis. 1 червня 2008. Процитовано 6 квітня 2020.
46. 1 2  Anna Di Lellio (21 травня 2008). Kosovan - and Catholic. The Guardian. Процитовано 5 квітня 2008.
47. 1 2 3  Conversion rate: A surprising a story of Muslim converts to Christianity. The Economist. 30 грудня 2008. Процитовано 5 квітня 2020.
48. 1 2 3 4  Matteo Albertini (9 січня 2015). The Vatican's Growing Prominence in Kosovo. Процитовано 5 квітня 2020.
49. ↑  Duijzings, 2000, с. 88.
50. ↑  Malcolm, 1998, с. 131—133.
51. ↑  Bartl, 1967.
52. ↑  Duijzings, 2000, с. 88—89.
53. ↑  Duijzings, 2000.
54. 1 2  Skendi, 1967, с. 244—245.
55. ↑  Malcolm, 2020, с. 67.
56. ↑  Elsie, 2019, с. 116.
57. ↑  Skendi, 1967b, с. 12—13.
58. ↑  Minkov, 2004, с. 103—104.
59. ↑  Fleming, 2014, с. 66—68.
60. ↑  Takeyh та Gvosdev, 2004.